# Asiloephesus excisus
Asiloephesus excisus là một loài ruồi trong họ Asilidae. Asiloephesus excisus được Loew miêu tả năm 1848.